# Too Sweet
Too Sweet is een nummer van de Ierse singer-songwriter Hozier uit 2024. Het is de eerste single van zijn vijfde ep Unheard.

## Achtergrondinformatie
In "Too Sweet" zingt de liedverteller dat hij van nature erg lui is en van uitslapen houdt, terwijl zijn geliefde juist erg ijverig, gediciplineerd en ondernemend is en van vroeg opstaan houdt. Het nummer ontstond tijdens de opnamesessies voor Hoziers album Unreal Unearth, maar haalde het album uiteindelijk niet. Daarom verscheen het nummer op de ep Unheard, samen met nog drie andere liedjes die ook bedoeld waren voor "Unreal Unearth".
Het nummer leverde Hozier zijn tweede grote wereldhit op, na Take Me to Church uit 2014. In sommige landen overtrof "Too Sweet" zelfs het succes van tien jaar eerder, zoals in Hoziers thuisland Ierland, waar het de nummer 1-positie bereikte. Ook in de Britse en Amerikaanse hitlijsten ging het nummer aan de leiding. In het Nederlandse taalgebied was het succes iets bescheidener; met een 18e positie in de Nederlandse Top 40, en een 15e positie in de Vlaamse Ultratop 50.

## Tracklijst
Muziekdownload
1. "Too Sweet" - 4:11

## NPO Radio 2 Top 2000
Too Sweet stond in 2024 voor het eerst in de NPO Radio 2 Top 2000, op plek 1765.